# Zora Thiessen
Zora Thiessen (* 1980 in München) ist eine deutsche Schauspielerin.

## Leben und Ausbildung
Zora Thiessen absolvierte von 2001 bis 2007 ein Schauspielstudium an der Otto-Falckenberg-Schule in München. Daneben spielte sie am Theater Freiburg, an den Münchner Kammerspielen und am Bayerischen Staatsschauspiel.
Thiessen ist mit dem Schauspieler Felix Klare verheiratet, den sie seit dem Konfirmandenunterricht kennt, und hat mit ihm vier Kinder, darunter die Schauspielerin Falka Klare.

## Filmografie

### Kino
- 2008: Der Rote Punkt
- 2008: Zora Zorita Zora (Dokumentar-Kurzfilm) – Regie Amparo Mejias
- 2008: Die Möglichkeit (Kurzfilm) – Regie Christoph Ischinger
- 2009: Fräulein Karlas letzter Versuch – Regie Jule Ronstedt
- 2011: Sommer in Orange
- 2016: Dinky Sinky

### Fernsehen
- 2006: Polizeiruf 110: Er sollte tot (Fernsehfilm)
- 2007: Tatort: A gmahde Wiesn (Fernsehfilm)
- 2010, 2018: Um Himmels Willen: Goldrausch, Gewissenskonflikte (Fernsehserie)
- 2010: Die Hebamme – Auf Leben und Tod (Fernsehfilm)
- 2011: Blaubeerblau (Fernsehfilm)
- 2012: Rotkäppchen (Fernsehfilm)
- 2014: Seitensprung (Fernsehfilm)
- 2016: Die Rosenheim-Cops
- 2016: Ich will (k)ein Kind von Dir (Fernsehfilm)
- 2018: Hubert und Staller: Zu gut für diese Welt (Fernsehserie)
- 2019: Weil du mir gehörst (Fernsehfilm)
- 2020: Lena Lorenz: Außergewöhnlich einzigartig (Fernsehreihe)
- 2020: Annie – kopfüber ins Leben
- 2021: Frühling: Große kleine Lügen (Fernsehreihe)
- 2022: Dahoam is Dahoam (Fernsehserie, 1 Folge)
- 2023: Wir haben einen Deal (Fernsehfilm)
- 2025: Marie fängt Feuer: Verschüttet (Fernsehreihe)

## Theater
- 2004: Lysistrata – Liederabend (Münchner Kammerspiele)
- 2005: Vorher / Nachher (Münchner Kammerspiele)
- 2003: Odyssee-Projekt (Theater Freiburg)
- 2005: Don Karlos (Münchner Kammerspiele)
- 2003: Das Sams (Theater Freiburg)
- 2006–2007: Stella (Bayerisches Staatsschauspiel)
- 2011: Ich dachte man darf alles: Die große Freiheit (Maximiliansforum München)
- 2011–2012: Fenster in der Nacht (Theater Fisch & Plastik München)